# Pygopleurus distinguenda
Pygopleurus distinguenda is een keversoort uit de familie Glaphyridae. De wetenschappelijke naam van de soort is voor het eerst geldig gepubliceerd in 1963 door Muche.